# Saint-Yvi
Saint-Yvi, hoặc Saint-Yvy, (tiếng Breton: Sant-Ivi) là một xã của tỉnh Finistère, thuộc vùng Bretagne, miền tây bắc Pháp.

## Dân số
Người dân ở Saint-Yvi được gọi là Saint-Yviens.